# Gewest (Nederlands-Indië)
Een gewest was een bestuurlijke indeling in Nederlands-Indië.
Na de opheffing van de Vereenigde Oost-Indische Compagnie (VOC) op 31 december 1799 en de overname door de Nederlandse staat, werd het bestuur uitgeoefend door het Gouvernement, met uitzondering van het Engelse tussenbestuur: 1811-1816 op Java, 1810-1817 in de Buitenbezittingen.
In de tijd van gouverneur-generaal Daendels (1808-1811) heetten de 9 gewesten op Java landdrostambt. In de Engelse tijd introduceerde Raffles de term residency. De administratieve indeling in gewesten stabiliseerde omstreeks 1832. Behalve enige wijzigingen in andere jaren traden op Java grote veranderingen op in 1901, 1925 en 1931, op Sumatra in 1906.
De gewesten waren verdeeld in afdelingen, vergelijkbaar met gemeenten, en controle-afdelingen (onderdeel van het Gewestelijk Bestuur (Nederlands-Indië)) en in regentschappen en districten (onderdeel van het Inlands Bestuur). Een gewest kon zijn een gouvernement, een residentie, een afdeling of een assistent-residentie.
De gewesten waren geplaatst onder hoofden van Gewestelijk Bestuur (Nederlands-Indië) (BB), die rechtstreeks gesteld waren onder de Gouverneur-Generaal. De afdelingen waren geplaatst onder hoofden van plaatselijk bestuur.
Java met Madoera werd in 1925 ingedeeld in 3 provincies en 2 gouvernementen, te weten de provincies West-Java (hoofdplaats Batavia), Midden-Java (hoofdplaats Semarang) en Oost-Java (hoofdplaats Soerabaja) en de gouvernementen Jogjakarta en Soerakarta (beide met gelijknamige hoofdplaats). In verband met de instelling van provincies en gouvernementen werd het aantal residenties uitgebreid, welke situatie in 1931 gedeeltelijk werd teruggedraaid.
In 1938 werden de Buitenbezittingen ingedeeld in 3 gouvernementen: Sumatra (hoofdplaats Medan), Borneo (hoofdplaats Bandjermasin) en Groote Oost (hoofdplaats Makassar).